# Чемпіонат Мексики з футболу (аматорська епоха)
Чемпіонат Мексики з футболу, або Перша група (ісп. Primera Fuerza), заснований в 1902 році британською діаспорою країни. У першому турнірі брало участь п'ять команд: «Пачука Атлетік Клуб», «Орісаба Атлетік Клуб», «Реформа Атлетік Клуб», «Крикетний клуб Мехіко» та «Британський клуб». Під час першої світової війни більшість британців виїхало з країни, а багато клубів припинило своє існування. Їх замінили команди, які складалися із іспанських імігрантів чи мексиканців. Найбільших успіхів у чемпіонаті досяг клуб «Реал Еспанья», який 14 разів вигравав турнір.
Чемпіонські титули аматорської епохи мексиканського футболу враховуються окремо від професійного.

## По сезонам
| Сезон   | Кіл. команд   | Чемпіон                 | Віце-чемпіон            |
| ------- | ------------- | ----------------------- | ----------------------- |
| 1902/03 | 5             | «Орісаба АК»            | «Реформа АК»            |
| 1903/04 | 5             | «Крикетний клуб Мехіко» | «Реформа АК»            |
| 1904/05 | 5             | «Пачука АК»             | «Британський клуб»      |
| 1905/06 | 5             | «Реформа АК»            | «Крикетний клуб Мехіко» |
| 1906/07 | 5             | «Реформа АК»            | «Британський клуб»      |
| 1907/08 | 4             | «Британський клуб»      | «Крикетний клуб Мехіко» |
| 1908/09 | 3             | «Реформа АК»            | «Пачука АК»             |
| 1909/10 | 4             | «Реформа АК»            | «Попо Парк ФК»          |
| 1910/11 | 3             | «Реформа АК»            | «Пачука АК»             |
| 1911/12 | 3             | «Реформа АК»            | «Британський клуб»      |
| 1912/13 | 6             | «Мексика ФК»            | «Реформа АК»            |
| 1913/14 | 5             | «Реал Еспанья»          | «Роверс ФК»             |
| 1914/15 | 6             | «Реал Еспанья»          | «Пачука АК»             |
| 1915/16 | 6             | «Реал Еспанья»          | «Мексика ФК»            |
| 1916/17 | 6             | «Реал Еспанья»          | «Пачука АК»             |
| 1917/18 | 6             | «Пачука АК»             | «Реал Еспанья»          |
| 1918/19 | 7             | «Реал Еспанья»          | «Америка» (Мехіко)      |
| 1919/20 | 9             | «Реал Еспанья»          | «Тігрес» (Веракрус)     |
| 1919/20 | 5             | «Пачука АК»             | ?                       |
| 1920/21 | ?             | «Реал Еспанья»          | ?                       |
| 1920/21 | 5             | «Німеччина ФК»          | «Мексика ФК»            |
| 1921/22 | 7             | «Реал Еспанья»          | «Астуріас»              |
| 1922/23 | 8             | «Астуріас»              | «Німеччина ФК»          |
| 1923/24 | 9             | «Реал Еспанья»          | «Америка» (Мехіко)      |
| 1924/25 | 7             | «Америка» (Мехіко)      | «Некакса»               |
| 1925/26 | 7             | «Америка» (Мехіко)      | «Астуріас»              |
| 1926/27 | 7             | «Америка» (Мехіко)      | «Реал Еспанья»          |
| 1927/28 | 8             | «Америка» (Мехіко)      | «Астуріас»              |
| 1928/29 | 9             | «Депортіво Марте»       | «Реал Еспанья»          |
| 1929/30 | 8             | «Реал Еспанья»          | «Америка» (Мехіко)      |
| 1930/31 | Не проводився | Не проводився           | Не проводився           |
| 1931/32 | 8             | «Атланте»               | «Некакса»               |
| 1932/33 | 10            | «Некакса»               | «Атланте»               |
| 1933/34 | 6             | «Реал Еспанья»          | «Астуріас»              |
| 1934/35 | ?             | «Некакса»               | «Америка» (Мехіко)      |
| 1935/36 | 5             | «Реал Еспанья»          | «Америка» (Мехіко)      |
| 1936/37 | 5             | «Некакса»               | «Атланте»               |
| 1937/38 | 6             | «Некакса»               | «Астуріас»              |
| 1938/39 | 7             | «Астуріас»              | «Еускаді»               |
| 1939/40 | 6             | «Реал Еспанья»          | «Некакса»               |
| 1940/41 | 8             | «Атланте»               | збірна Халіско          |
| 1941/42 | 8             | «Реал Еспанья»          | «Атланте»               |
| 1942/43 | 8             | «Депортіво Марте»       | «Атланте»               |

## Досягнення клубів
| Титули | Клуб                    | Місто             | Переможні сезони                                                                   |
| ------ | ----------------------- | ----------------- | ---------------------------------------------------------------------------------- |
| 14     | «Реал Еспанья»          | Мехіко            | 1914, 1915, 1916, 1917, 1919, 1920, 1921, 1922, 1924, 1930, 1934, 1936, 1940, 1942 |
| 6      | «Реформа АК»            | Мехіко            | 1906, 1907, 1909, 1910, 1911, 1912                                                 |
| 4      | «Америка»               | Мехіко            | 1925, 1926, 1927, 1928                                                             |
| 4      | «Некакса»               | Мехіко            | 1933, 1935, 1937, 1938                                                             |
| 3      | «Пачука АК»             | Пачука, Ідальго   | 1905, 1918, 1920                                                                   |
| 2      | «Астуріас»              | Мехіко            | 1923, 1939                                                                         |
| 2      | «Депортіво Марте»       | Мехіко            | 1929, 1943                                                                         |
| 2      | «Атланте»               | Мехіко            | 1932, 1941                                                                         |
| 1      | «Орісаба АК»            | Орісаба, Веракрус | 1903                                                                               |
| 1      | «Крикетний клуб Мехіко» | Мехіко            | 1904                                                                               |
| 1      | «Британський клуб»      | Мехіко            | 1908                                                                               |
| 1      | «Мексика ФК»            | Мехіко            | 1913                                                                               |
| 1      | «Німеччина ФК»          | Мехіко            | 1921                                                                               |